# Pseudozonitis castaneis
Pseudozonitis castaneis är en skalbaggsart som beskrevs av Dillon 1952. Pseudozonitis castaneis ingår i släktet Pseudozonitis och familjen oljebaggar. Inga underarter finns listade i Catalogue of Life.